# Trude Heess
Trude Heess (* 4. März 1910 in Stuttgart; † 1990, eigentlich Gertrud Mayer) war eine deutsche Schauspielerin.

## Leben
Nach Besuch der Reimann-Schule in Berlin sammelte sie erste Bühnenerfahrungen am dortigen Staatstheater. Ihre weiteren Bühnenstationen führten Trude Heess zwischen 1937 und 1938 mit der Berliner Landesbühne auf Tournee und in der darauf folgenden Spielzeit nach Reval, dem heutigen Tallinn. Nach Beginn des Zweiten Weltkriegs wurde sie mit dem übrigen Ensemble nach Lodz evakuiert. 1940 kehrte sie von dort nach Berlin zurück, wo sie für zwei Jahre zeitgleich am Renaissance-Theater sowie bei der UFA spielte. Danach trat sie am Stadttheater Teplitz-Schönau auf, bis das Haus 1944 geschlossen wurde. Nach Ende des Zweiten Weltkriegs spielte sie für vier Jahre am Neuen Theater ihrer Heimatstadt Stuttgart. Es folgten zahlreiche Gastspiele und eine zwanzigjährige Tätigkeit als freischaffende Schauspielerin. Ab 1970 wirkte sie an verschiedenen Bühnen der bayerischen Landeshauptstadt wie dem Jungen Theater und den Münchner Kammerspiele.
In Film- und Fernsehproduktionen war Trude Heess hingegen ein seltener Gast. Hier war sie in Josef von Bákys Münchhausen sowie in verschiedenen Gastrollen in Serien wie Der Alte, Der Kommissar und Polizeiinspektion 1 zu sehen. Daneben arbeitete sie auch als Sprecherin für den Süddeutschen Rundfunk sowie als Synchronsprecherin.

## Filmografie (Auswahl)
- 1943: Münchhausen
- 1969: Nachrichten aus der Provinz
- 1969: Der Kommissar – Der Tod fährt 1. Klasse
- 1973: Schwarzwaldmädel
- 1974: Der Kommissar – Ohne auf Wiedersehen zu sagen